# ミリオンセラー
ミリオンセラー（英: million seller）は、100万（ミリオン）以上の数の売り上げを記録した商品のこと。主に書籍、音楽CD、ゲームソフトなどの商品を指して使われる。同様の意味を持つ用語として、ミリオンヒットなどがある。また、50万以上はハーフミリオン、200万以上はダブルミリオン、300万以上はトリプルミリオン、400万以上はクワドラプルミリオン、500万以上はクインタプルミリオン、600万以上はセクスタプルミリオン、700万以上はセプタプルミリオン、800万以上はオクタプルミリオン、900万以上はノナプルミリオン、1000万以上はテンミリオン（デカプルミリオン）などともいう。いずれの分野の商品、書籍においても、「大ヒットした作品」であることを証明するボーダーラインとなっていることが多い。
メガセラー、メガヒットなども同様に使われるが、この場合は厳密に106(百万)を示すわけではなく多くを売り上げたという意味でも使われる。

## 書籍
日本において、第二次世界大戦直後で最多の発行部数を持つ一般書籍（辞典・受験参考書等を除く）は『窓ぎわのトットちゃん』（黒柳徹子）で、単行本・文庫本を合わせて750万部以上を発行。辞典・受験参考書を含めると、『広辞苑』（新村出）や『新明解国語辞典』（山田忠雄）、『試験にでる英単語』（森一郎）など、1000万部を超える発行部数を記録する書籍もいくつか存在する。
また、日本の明治時代以降で初のミリオンセラーは、『学問のすすめ』（福澤諭吉）、『西国立志編』（サミュエル・スマイルズの『セルフ・ヘルプ（自助論）』の中村正直訳）で、共に明治時代初期に100万部以上売れたといわれる。日本で第二次世界大戦後初のミリオンセラーは『日米会話手帳』（科学教材社）で、1945年9月15日に発行され、同年末までに360万部を発行したとされるが、他社から類書が次々と出版されたことで使命を終えたと判断され、3か月あまりで発行中止になった。紙の高騰で赤字になることを懸念したとも考えられている。同書は大ベストセラーにもかかわらず現存数が少なく入手困難である。『「日米会話手帳」はなぜ売れたか』（朝日文庫、ISBN 4022611103）に写真による復刻版（影印本）が収録されている。
なお、「発行部数」と「販売部数」は同じ意味ではない。また、書籍の場合、発表される発行部数は出版社による自己申告に任されており、CDにおける日本レコード協会、雑誌・新聞における日本ABC協会のような公的な機関による部数認定が存在しない。そのため、「ミリオンセラー」と公表されている出版物についても、第三者機関による統計調査はされていない。

### 主要なミリオンセラー
ミリオンセラーの中でも特に発行部数の多い書籍（日本国内の作家）。
一般新書
1. 415万部 養老孟司 『バカの壁』 新潮社、2003年。
2. 308万部 塩月弥栄子『冠婚葬祭入門』 光文社、1970年。
3. 250万部 樋口裕一 『頭がいい人、悪い人の話し方』 PHP研究所、2004年。

小説
1. 321万部 片山恭一 『世界の中心で、愛をさけぶ』 小学館、2001年。
2. 238万部 村上春樹 『ノルウェイの森（上）』 講談社、1987年。
3. 204万部 小松左京 『日本沈没（上）』 光文社、1973年。

自叙伝
1. 750万部 黒柳徹子 『窓ぎわのトットちゃん』 講談社、1981年。
2. 550万部 乙武洋匡 『五体不満足』 講談社、1998年。
3. 300万部 穂積隆信 『積木くずし』 桐原書店、1982年。

医学書
1. 435万部 小林太刀夫 『家庭の医学』 時事通信社、1949年。
2. 300万部 保健同人社編 『症状からみた家庭の医学百科』 保健同人社、1959年。
3. 235万部 木村繁 『医者からもらった薬がわかる本』 法研、1985年。

ビジネス書
1. 450万部 松下幸之助 『道をひらく』 PHP研究所、1968年。

## 音楽CD
本節で取り上げる売上枚数は、特に断りのない限り原則としてすべてオリコン調べの推計である。これとは別に、1989年以降の作品に関しては日本レコード協会が、会員社の申請に基づき出荷枚数に応じてミリオン認定を行っているが、当記事では考慮していない。両者の差異の詳細については「日本レコード協会#ゴールド / ミリオン等認定」も参照のこと。

### シングル
日本において、オリコンの統計（1968年開始）でのシングルのミリオンセラー第1号は『帰って来たヨッパライ』（ザ・フォーク・クルセダーズ）である。また最大の売上を誇るシングルは『およげ!たいやきくん』（子門真人）で、457万枚を売り上げた（CDとしての最大売上は2025年2月時点で『世界に一つだけの花』（SMAP）の314万枚である）。
初動セールス（発売から最初の1週間の売上）だけでミリオンを達成した作品は2025年2月現在29作品であり、第1号は『名もなき詩』（Mr.Children）、最大売上は『さよならクロール』（AKB48）の初動176.3万枚である。
なお、戦後初（オリコンの統計開始以前）のミリオンセラーは、春日八郎の『お富さん』とする説や、村田英雄の『王将』とする説などがある。
2025年2月現在では様々な要因からCD作品のセールスは減少し、各ジャンルで最後にミリオンセラーを達成した作品は、ロックバンドではGLAYの『とまどい/SPECIAL THANKS』（2000年8月23日発売、同年10月16日付でミリオン達成）、女性ソロでは中島みゆきの『地上の星/ヘッドライト・テールライト』（2000年7月19日発売、2003年3月24日付でミリオン達成）、男性ソロでは秋川雅史の『千の風になって』（2006年5月24日発売、2007年8月24日付でミリオン達成）、女性アーティストでは乃木坂46の『しあわせの保護色』（2020年3月25日発売、同年4月13日付けでミリオン達成）、さらに最後のダブルミリオンセラー作品では、SMAPの『世界に一つだけの花』（2003年3月5日発売、同年3月24日付でミリオン・同年8月4日付でダブルミリオン・2016年12月19日付でトリプルミリオンを達成）となっている。
過去10年間(2015年2月から2025年2月現在まで)で、ミリオンセラーを記録したアーティストはAKB48・乃木坂46・欅坂46・BTS(防弾少年団)・SixTONES・Snow Man・嵐・King & Princeの8組である。

#### 主要なミリオンセラー（音楽シングル）
ミリオンセラーの中でも特に売上枚数の多いシングル上位3作品（1968年1月 - 現在）記録はオリコン統計による。
邦楽
1. 457万枚 子門真人 『およげ!たいやきくん』（1975年）
2. 325万枚 宮史郎とぴんからトリオ 『女のみち』（1972年）
3. 314万枚 SMAP 『世界に一つだけの花』（2003年）

洋楽
1. 192万枚 ダニエル・ブーン 『ビューティフル・サンデー』（1976年）
2. 126万枚 セリーヌ・ディオン with クライズラー&カンパニー 『TO LOVE YOU MORE』（1995年）
3. 110万枚 マライア・キャリー 『恋人たちのクリスマス』（1994年）

#### 多数のミリオンセラー作品を持つレコード・レーベル
3作品以上のシングルミリオンセラー作品を持つレコード・レーベルを挙げている。記録はオリコン統計による。
- エイベックス
- キングレコード
- イーラブ・レーベル
- ソニー・ミュージックエンタテインメント
- トイズファクトリー
- ストームレーベルズ
- ビーイング
- ビクターエンタテインメント
- フォーライフミュージックエンタテイメント
- ポニーキャニオン
- ポリスター
- ユニバーサルミュージック
- ワーナーミュージック・ジャパン
- ヤマハミュージックコミュニケーションズ

etc…

#### 多数のミリオンセラー作品を持つアーティスト
基本的に3作品以上のシングルミリオンセラー作品を持つアーティストを挙げている。カッコ内は、左がミリオンセラーの作品数、右がそのうちのダブルミリオン（200万枚以上の売上）の作品数。記録はオリコン統計による。
- AKB48（39作品）
- B'z（15作品 / 1作品）
- Mr.Children（10作品 / 2作品）
- 乃木坂46（9作品）
- GLAY（6作品）
- CHAGE and ASKA（5作品 / 2作品）
- サザンオールスターズ（5作品 / 1作品）
- DREAMS COME TRUE（5作品 / 1作品）
- 宇多田ヒカル（5作品 / 1作品）
- 安室奈美恵（5作品 / 1作品）
- 浜崎あゆみ（5作品 (4曲A面と3曲A面作品を含む) ）
- TRF（5作品[注 2]）
- L'Arc〜en〜Ciel（5作品）
- ピンク・レディー（5作品）
- KinKi Kids（4作品）
- Snow Man（4作品）[10]
- SPEED（4作品）
- 中島みゆき（4作品）
- WANDS（4作品）
- globe（3作品 / 1作品）
- SMAP（3作品 / 1作品）
- 福山雅治（3作品 / 1作品）
- スピッツ  (3作品)
- 大黒摩季（3作品）
- 華原朋美（3作品）
- 欅坂46（3作品）
- ZARD（3作品）
- 松任谷由実（3作品）

注：1.いずれも3作品以上のシングルミリオンセラーを記録した作品を持つアーティストを挙げている。
2.B'zに関しては再発売盤の売上を含んだ集計。
3.宇多田ヒカルに関しては8cm盤と12cm盤の合計売上で集計。

### アルバム
オリコン統計上初のミリオンセラーアルバムは1973年に発売された井上陽水の『氷の世界』。1988年に発売された松任谷由実の『Delight Slight Light KISS』が150万枚を超える売上を記録し、アルバムセールス全体が飛躍的に伸びる幕開けとなった。
日本における、オリコン統計による1970年以降、今までで最高の売上を記録したのは、宇多田ヒカルの『First Love』で、767万枚の売上。また、初動売上のみでミリオンセールスを記録した初の作品は、松任谷が1991年に発売した『DAWN PURPLE』である。
オリコン史上初となるデビューシングル、デビューアルバムともにミリオンセラーを記録したのはDEENである（シングル：『このまま君だけを奪い去りたい』　アルバム：『DEEN』）。

#### 主要なミリオンセラー（音楽アルバム）
ミリオンセラーの中でも特に売上枚数の多いアルバム上位3作品（1970年1月 - 現在）
邦楽（J-POP）・オリジナルアルバム
1. 767万枚 宇多田ヒカル 『First Love』（1999年）
2. 447万枚 宇多田ヒカル 『Distance』（2001年）
3. 413万枚 globe 『globe』（1996年）

邦楽（J-POP）・ベストアルバム
1. 513万枚 B'z 『B'z The Best "Pleasure"』（1998年）
2. 487万枚 GLAY 『REVIEW-BEST OF GLAY』（1997年）
3. 443万枚 B'z『B'z The Best "Treasure"』（1998年）

洋楽・オリジナルアルバム
1. 220万枚 マライア・キャリー 『デイドリーム』（1995年）
2. 209万枚 マライア・キャリー 『メリー・クリスマス』（1994年）
3. 180万枚 マイケル・ジャクソン 『スリラー』（1982年）

洋楽・ベストアルバム
1. 280万枚 マライア・キャリー 『ザ・ワンズ』（1998年）
2. 233万枚 カーペンターズ 『青春の輝き〜ベスト・オブ・カーペンターズ』（1995年）
3. 218万枚 ザ・ビートルズ 『ザ・ビートルズ1』（2000年）

#### 多数のミリオンセラー作品を持つレコード・レーベル
いずれも3作品以上のアルバムミリオンセラーを記録した作品を発売したレコード・レーベルを挙げている。記録はオリコン統計による。
- エイベックス
- キングレコード
- ストームレーベルズ
- ソニー・ミュージックエンタテインメント
- トイズファクトリー
- ビーイング
- ビクターエンタテインメント
- フォーライフミュージックエンタテイメント
- ポニーキャニオン
- ユニバーサルミュージック
- ワーナーミュージック・ジャパン

etc･･･

#### 多数のミリオンセラー作品を持つアーティスト
いずれも3作品以上のアルバムミリオンセラーを記録した作品を持つアーティストを挙げている。（）内は、左がミリオンセラーの作品数、右がそのうちのダブルミリオン（200万枚以上の売上）の作品数。[ ]内はそのうちのトリプルミリオン（300万枚以上の売上）の作品数。記録はオリコン統計による。
- B'z（19作品 / 5作品）[3作品]
- Mr.Children（14作品 / 4作品）[2作品]
- DREAMS COME TRUE（10作品 / 7作品）[1作品]
- 松任谷由実（10作品 / 2作品）[1作品]
- ZARD（9作品 / 4作品）[1作品]
- 浜崎あゆみ（8作品 / 4作品）[1作品]
- サザンオールスターズ（7作品 / 3作品）[1作品]
- 宇多田ヒカル（6作品 / 4作品[注 3]）[3作品]
- 安室奈美恵（6作品 / 2作品）[1作品]
- L'Arc〜en〜Ciel（6作品 / 2作品）
- EXILE（6作品）
- GLAY（5作品 / 4作品）[1作品]
- globe（5作品 / 3作品）[2作品]
- マライア・キャリー（5作品 / 3作品）
- Snow Man（5作品）[13]
- CHAGE and ASKA（4作品 / 2作品）
- MISIA（4作品 / 2作品）
- 大黒摩季（4作品 / 1作品）
- 竹内まりや（4作品 / 1作品）[1作品]
- TRF（4作品 / 1作品）
- 平井堅（4作品 / 1作品）
- 嵐（4作品 / 1作品）
- Every Little Thing（3作品 / 2作品）[1作品]
- SPEED（3作品 / 2作品）
- 相川七瀬（3作品 / 1作品）
- JUDY AND MARY（3作品 / 1作品）
- スピッツ（3作品 / 1作品）
- 井上陽水（3作品）
- PRINCESS PRINCESS（3作品）
- 槇原敬之（3作品）
- 中島美嘉（3作品）
- 倖田來未（3作品）

## ゲームソフト
この節では、主に家庭用ゲームソフトのミリオンセラーについて解説する。

### 日本
日本における家庭用ゲームソフトのミリオンセラーは、1983年の『麻雀』（任天堂）を皮切りに毎年数作品が達成している。ミリオンセラーが最も多い年は1986年と2006年で14作品、ダブルミリオンが最も多い年は2006年と2009年で6作品である。また、1983年以降ダブルミリオンがない年は1991年のみである。日本国内において、最高の出荷本数を記録した作品は2020年発売の『あつまれ どうぶつの森』（任天堂）で1,120万本。サードパーティー製では2010年発売の『モンスターハンター ポータブル 3rd』（カプコン）で出荷本数は480万本である。
これより、日本における出荷/販売本数（以下、売上本数）の多いゲームを年代別に3作品、総合で20作品を挙げる。いずれも同じ内容の廉価版を含んだ本数である（リメイク、移植、バージョンアップ版は除く）。複数バージョンで発売されているソフトは、参考記録とした上でバージョンの合計本数を順位表の下に掲載する。1つの会社が独占している項目は、可能な場合参考として他の会社の作品を1つ挙げる。ゲームボーイ、ゲームボーイカラー双方でプレイ可能なソフトは「ゲームボーイ・カラー共通」と表記する。

#### 主要なミリオンセラー（年代別）
1980年代
| 順位 | 出荷本数 | タイトル名               | メーカー名 | ジャンル   | ハード                 | 発売年 |
| ---- | -------- | ------------------------ | ---------- | ---------- | ---------------------- | ------ |
| 1    | 681万本  | スーパーマリオブラザーズ | 任天堂     | アクション | ファミリーコンピュータ | 1985年 |
| 2    | 424万本  | テトリス                 | 任天堂     | パズル     | ゲームボーイ           | 1989年 |
| 3    | 419万本  | スーパーマリオランド     | 任天堂     | アクション | ゲームボーイ           | 1989年 |

1990年代
| 順位 | 出荷本数 | タイトル名                 | メーカー名 | ジャンル | ハード                   | 発売年 |
| ---- | -------- | -------------------------- | ---------- | -------- | ------------------------ | ------ |
| 1    | 407万本  | ファイナルファンタジーVII  | スクウェア | RPG      | PlayStation              | 1997年 |
| 2    | 382万本  | スーパーマリオカート       | 任天堂     | レース   | スーパーファミコン       | 1992年 |
| 3    | 370万本  | ファイナルファンタジーVIII | スクウェア | RPG      | PlayStation              | 1999年 |
| -    | 822万本  | ポケットモンスター 赤・緑  | 任天堂     | RPG      | ゲームボーイ             | 1996年 |
| -    | 730万本  | ポケットモンスター 金・銀  | 任天堂     | RPG      | ゲームボーイ・カラー共通 | 1999年 |

2000年代
| 順位 | 出荷本数 | 販売本数 | タイトル名                              | メーカー名 | ジャンル   | ハード                 | 発売年 |
| ---- | -------- | -------- | --------------------------------------- | ---------- | ---------- | ---------------------- | ------ |
| 1    | 649万本  | 642万本  | New スーパーマリオブラザーズ            | 任天堂     | アクション | ニンテンドーDS         | 2006年 |
| 2    | 535万本  | 525万本  | おいでよ どうぶつの森                   | 任天堂     | その他     | ニンテンドーDS         | 2005年 |
| 3    | 510万本  | 509万本  | もっと脳を鍛える大人のDSトレーニング    | 任天堂     | その他     | ニンテンドーDS         | 2005年 |
| -    | 585万本  | 582万本  | ポケットモンスター ダイヤモンド・パール | ポケモン   | RPG        | ニンテンドーDS         | 2006年 |
| -    | 554万本  | 544万本  | ポケットモンスター ルビー・サファイア   | ポケモン   | RPG        | ゲームボーイアドバンス | 2002年 |

2010年代
| 順位 | 出荷本数 | 販売本数 | タイトル名                            | メーカー名 | ジャンル   | ハード          | 発売年 |
| ---- | -------- | -------- | ------------------------------------- | ---------- | ---------- | --------------- | ------ |
| 1    | 811万本  | 582万本  | マリオカート8 デラックス              | 任天堂     | レース     | Nintendo Switch | 2017年 |
| 2    | 757万本  | 550万本  | 大乱闘スマッシュブラザーズ SPECIAL    | 任天堂     | アクション | Nintendo Switch | 2018年 |
| 3    | 509万本  | 445万本  | とびだせ どうぶつの森                 | 任天堂     | その他     | ニンテンドー3DS | 2012年 |
| -    | 564万本  | 450万本  | ポケットモンスター ソード・シールド   | ポケモン   | RPG        | Nintendo Switch | 2019年 |
| -    | 554万本  | 547万本  | ポケットモンスター ブラック・ホワイト | ポケモン   | RPG        | ニンテンドーDS  | 2010年 |

2020年代
| 順位 | 出荷本数 | 販売本数 | タイトル名                                                      | メーカー名 | ジャンル                 | ハード          | 発売年 |
| ---- | -------- | -------- | --------------------------------------------------------------- | ---------- | ------------------------ | --------------- | ------ |
| 1    | 1131万本 | 776万本  | あつまれ どうぶつの森                                           | 任天堂     | その他                   | Nintendo Switch | 2020年 |
| 2    | 709万本  | 429万本  | スプラトゥーン3                                                 | 任天堂     | アクションシューティング | Nintendo Switch | 2022年 |
| 3    | 364万本  | 231万本  | Pokémon LEGENDS アルセウス                                      | ポケモン   | アクションRPG            | Nintendo Switch | 2022年 |
| -    | 819万本  | 533万本  | ポケットモンスター スカーレット・バイオレット                   | ポケモン   | RPG                      | Nintendo Switch | 2022年 |
| -    | 385万本  | 256万本  | ポケットモンスター ブリリアントダイヤモンド・シャイニングパール | ポケモン   | RPG                      | Nintendo Switch | 2021年 |

総合
| 順位 | 出荷本数 | 販売本数 | タイトル名                                    | メーカー名 | ジャンル                 | ハード                   | 発売年 |
| ---- | -------- | -------- | --------------------------------------------- | ---------- | ------------------------ | ------------------------ | ------ |
| 1    | 1131万本 | 776万本  | あつまれ どうぶつの森                         | 任天堂     | その他                   | Nintendo Switch          | 2020年 |
| 2    | 811万本  | 582万本  | マリオカート8 デラックス                      | 任天堂     | レース                   | Nintendo Switch          | 2017年 |
| 3    | 757万本  | 550万本  | 大乱闘スマッシュブラザーズ SPECIAL            | 任天堂     | アクション               | Nintendo Switch          | 2018年 |
| 4    | 681万本  |          | スーパーマリオブラザーズ                      | 任天堂     | アクション               | ファミリーコンピュータ   | 1985年 |
| 5    | 649万本  | 642万本  | New スーパーマリオブラザーズ                  | 任天堂     | アクション               | ニンテンドーDS           | 2006年 |
| 6    | 709万本  | 429万本  | スプラトゥーン3                               | 任天堂     | アクションシューティング | Nintendo Switch          | 2022年 |
| 7    | 535万本  | 525万本  | おいでよ どうぶつの森                         | 任天堂     | その他                   | ニンテンドーDS           | 2005年 |
| 8    | 511万本  | 410万本  | スプラトゥーン2                               | 任天堂     | アクションシューティング | Nintendo Switch          | 2017年 |
| 9    | 510万本  | 509万本  | もっと脳を鍛える大人のDSトレーニング          | 任天堂     | その他                   | ニンテンドーDS           | 2005年 |
| 10   | 509万本  | 445万本  | とびだせ どうぶつの森                         | 任天堂     | その他                   | ニンテンドー3DS          | 2012年 |
| -    | 822万本  |          | ポケットモンスター 赤・緑                     | 任天堂     | RPG                      | ゲームボーイ             | 1996年 |
| -    | 819万本  | 533万本  | ポケットモンスター スカーレット・バイオレット | ポケモン   | RPG                      | Nintendo Switch          | 2022年 |
| -    | 730万本  |          | ポケットモンスター 金・銀                     | 任天堂     | RPG                      | ゲームボーイ・カラー共通 | 1999年 |
| -    | 585万本  | 582万本  | ポケットモンスター ダイヤモンド・パール       | ポケモン   | RPG                      | ニンテンドーDS           | 2006年 |
| -    | 564万本  | 450万本  | ポケットモンスター ソード・シールド           | ポケモン   | RPG                      | Nintendo Switch          | 2019年 |
| -    | 554万本  | 547万本  | ポケットモンスター ブラック・ホワイト         | ポケモン   | RPG                      | ニンテンドーDS           | 2010年 |
| -    | 554万本  | 544万本  | ポケットモンスター ルビー・サファイア         | ポケモン   | RPG                      | ゲームボーイアドバンス   | 2002年 |

#### 多数のミリオンセラー作品を持つゲームメーカー
3作品以上のミリオンセラー作品を持つゲームメーカーを挙げる。カッコ内は左がミリオンセラーの作品数、右がそのうちのダブルミリオン（200万本以上の売上）以上の作品数。
|     |    |    |    |    |    |    |   |   |   |
| 130 | 50 | 20 | 20 | 17 | 17 | 16 | 8 | 4 | 4 |

- ■ 任天堂（130作品/54作品[注 6]）
- ■ スクウェア・エニックス（50作品/19作品[注 7]）
- ■ カプコン（20作品/11作品）
- ■ コナミデジタルエンタテインメント（20作品/2作品[注 6][注 7]）
- ■ ポケモン（18作品/17作品[注 6]）
- ■ ソニー・インタラクティブエンタテインメント（17作品/2作品）
- ■ バンダイナムコエンターテインメント（16作品/1作品[注 7]）
- ■ レベルファイブ（8作品/3作品[注 6]）
- ■ アスキー（4作品/1作品）
- ■ コーエーテクモゲームス（4作品）
- セガサミーホールディングス（3作品[注 7]）

#### 多数のミリオンセラー作品を持つゲームハード
3作品以上のミリオンセラー作品を持つゲームハードを挙げる。カッコ内は左がミリオンセラーの作品数、右がそのうちのダブルミリオン（200万本以上の売上）以上の作品数。他機種との合算も含む。
|    |    |    |    |    |    |    |    |    |    |
| 44 | 38 | 33 | 30 | 30 | 27 | 25 | 23 | 16 | 10 |

- ■ ファミリーコンピュータ（44作品/9作品[注 8]）
- ■ ニンテンドーDS（38作品/15作品[注 6]）
- ■ PlayStation（33作品/8作品）
- ■ Nintendo Switch（30作品/21作品[注 6]）
- ■ スーパーファミコン（30作品/12作品）
- ■ ニンテンドー3DS（27作品/16作品[注 6]）
- ■ ゲームボーイ（25作品/10作品[注 6][注 9]）
- ■ PlayStation 2（23作品/4作品）
- ■ Wii（16作品/9作品）
- ■ NINTENDO 64（10作品/1作品）
- PlayStation Portable（5作品/2作品）
- Wii U（5作品）
- ゲームボーイアドバンス（4作品/3作品[注 6]）
- PlayStation 4（5作品/1作品）

#### 多数のミリオンセラー作品を持つゲームジャンル
3作品以上のミリオンセラー作品を持つゲームジャンルを挙げる。カッコ内は左がミリオンセラーの作品数、右がダブルミリオン（200万本以上の売上）以上の作品数。
|     |    |    |    |    |    |   |   |   |   |
| 114 | 86 | 24 | 13 | 12 | 10 | 9 | 8 | 5 | 4 |

- ■ アクションゲーム（109作品/30作品[注 10]）
- ■ ロールプレイングゲーム（86作品/42作品[注 6][注 11]）
- ■ スポーツゲーム（25作品/8作品）
- ■ レースゲーム（13作品/7作品）
- ■ シミュレーションゲーム（12作品/1作品[注 12]）
- ■ パズルゲーム（10作品/2作品[注 13]）
- ■ アドベンチャーゲーム（9作品/1作品[注 14]）
- ■ テーブルゲーム（8作品/2作品[注 6]）
- ■ 音楽ゲーム（5作品）
- ■ シューティングゲーム（4作品）

#### 多数のミリオンセラー作品を持つゲームシリーズ
3作品以上のミリオンセラー作品を持つゲームシリーズを挙げる。カッコ内は左がミリオンセラーの作品数、右がダブルミリオン（200万本以上の売上）以上の作品数。
|    |    |    |    |    |    |   |   |   |   |
| 46 | 27 | 23 | 17 | 15 | 12 | 9 | 6 | 6 | 5 |

- ■ マリオシリーズ（46作品/23作品）
- ■ ポケットモンスターシリーズ（27作品/21作品[注 6]）
- ■ ドラゴンクエストシリーズ（23作品/10作品）
- ■ ファイナルファンタジーシリーズ（17作品/8作品）
- ■ Touch! Generations（15作品/9作品[注 6]）
- ■ モンスターハンターシリーズ（12作品/7作品）
- ■ 星のカービィシリーズ（10作品）
- ■ ドンキーコングシリーズ（6作品/2作品）
- ■ ゼルダの伝説シリーズ（6作品/2作品）
- ■ 妖怪ウォッチシリーズ（5作品/3作品[注 6]）
- どうぶつの森シリーズ（5作品/3作品）
- 大乱闘スマッシュブラザーズシリーズ（5作品/3作品）
- ウイニングイレブンシリーズ（5作品）
- ダービースタリオンシリーズ（4作品/1作品）
- みんなのGOLFシリーズ（4作品/1作品）
- グランツーリスモシリーズ（4作品/1作品）
- サガシリーズ（4作品）
- 無双シリーズ（4作品）
- ストリートファイターシリーズ（3作品/2作品）
- スプラトゥーンシリーズ（3作品/2作品）
- テトリスシリーズ（3作品/1作品）
- ファミスタシリーズ（3作品/1作品）
- バイオハザードシリーズ（3作品/1作品）
- 遊☆戯☆王シリーズ（3作品/1作品[注 6]）
- ドラゴンボールシリーズ（3作品）
- たまごっちシリーズ（3作品）

### 世界
ソフト数が膨大なため、基本的に紹介するのは500万本以上の売上を達成したものに限る。ここではPCゲームソフトも一緒に扱う。クロスプラットフォームのソフトが多いためハード別では紹介しない。

#### 主要なミリオンセラー（年代別）
1980年代
| 順位 | 売上     | タイトル名               | メーカー名 | ハード                 | 発売年 |
| ---- | -------- | ------------------------ | ---------- | ---------------------- | ------ |
| 1    | 4024万本 | スーパーマリオブラザーズ | 任天堂     | ファミリーコンピュータ | 1985年 |
| 2    | 3500万本 | テトリス                 | 任天堂     | ゲームボーイ           | 1989年 |
| 3    | 2830万本 | ダックハント             | 任天堂     | ファミリーコンピュータ | 1984年 |

1990年代
| 順位 | 売上     | タイトル名                      | メーカー名 | ハード                   | 発売年 |
| ---- | -------- | ------------------------------- | ---------- | ------------------------ | ------ |
| 1    | 3100万本 | ポケットモンスター 赤 / 緑 / 青 | 任天堂     | ゲームボーイ             | 1996年 |
| 2    | 2310万本 | ポケットモンスター 金・銀       | 任天堂     | ゲームボーイ・カラー共通 | 1999年 |
| 3    | 2060万本 | スーパーマリオワールド          | 任天堂     | スーパーファミコン       | 1990年 |

2000年代
| 順位 | 売上     | タイトル名        | メーカー名 | ハード | 発売年 |
| ---- | -------- | ----------------- | ---------- | ------ | ------ |
| 1    | 8290万本 | Wii Sports        | 任天堂     | Wii    | 2006年 |
| 2    | 3738万本 | マリオカートWii   | 任天堂     | Wii    | 2008年 |
| 3    | 3314万本 | Wii Sports Resort | 任天堂     | Wii    | 2009年 |

2010年代
| 順位 | 売上        | タイトル名                    | メーカー名       | ハード                 | 発売年 |
| ---- | ----------- | ----------------------------- | ---------------- | ---------------------- | ------ |
| 1    | 2億3800万本 | Minecraft                     | Mojang Studios   | クロスプラットフォーム | 2011年 |
| 2    | 1億8500万本 | グランド・セフト・オートV     | Rockstar Games   | クロスプラットフォーム | 2013年 |
| 3    | 7500万本    | PlayerUnknown's Battlegrounds | PUBG Corporation | クロスプラットフォーム | 2017年 |

2020年代
| 順位 | 売上     | タイトル名                                    | メーカー名           | ハード                 | 発売年 |
| ---- | -------- | --------------------------------------------- | -------------------- | ---------------------- | ------ |
| 1    | 4279万本 | あつまれ どうぶつの森                         | 任天堂               | Nintendo Switch        | 2020年 |
| 2    | 2266万本 | ポケットモンスター スカーレット・バイオレット | ポケモン             | Nintendo Switch        | 2022年 |
| 3    | 2000万本 | ELDEN RING                                    | フロム・ソフトウェア | クロスプラットフォーム | 2022年 |

総合
| 順位 | タイトル名                      | 売上        | メーカー名             | ハード                 | 発売年 |
| ---- | ------------------------------- | ----------- | ---------------------- | ---------------------- | ------ |
| 1    | Minecraft                       | 2億3800万本 | Mojang Studios         | クロスプラットフォーム | 2011年 |
| 2    | グランド・セフト・オートV       | 1億8500万本 | Rockstar Games         | クロスプラットフォーム | 2013年 |
| 3    | Wii Sports                      | 8290万本    | 任天堂                 | Wii                    | 2006年 |
| 4    | PlayerUnknown's Battlegrounds   | 7500万本    | PUBG Corporation       | クロスプラットフォーム | 2017年 |
| 5    | マリオカート8 デラックス        | 5546万本    | 任天堂                 | Nintendo Switch        | 2017年 |
| 7    | レッド・デッド・リデンプション2 | 5500万本    | Rockstar Games         | クロスプラットフォーム | 2018年 |
| 6    | Terraria                        | 4450万本    | スパイク・チュンソフト | クロスプラットフォーム | 2011年 |
| 9    | あつまれ どうぶつの森           | 4279万本    | 任天堂                 | Nintendo Switch        | 2020年 |
| 8    | スーパーマリオブラザーズ        | 4024万本    | 任天堂                 | ファミリーコンピュータ | 1985年 |
| 10   | マリオカートWii                 | 3738万本    | 任天堂                 | Wii                    | 2008年 |

#### 多数のミリオンセラー作品を持つゲームメーカー
3作品以上の売上が500万本を超える作品を持つゲームメーカーを挙げる。カッコ内は左が500万本以上の作品数、右が1000万本以上の作品数。
|    |    |    |    |   |   |   |   |   |   |
| 75 | 11 | 11 | 11 | 7 | 6 | 6 | 5 | 4 | 3 |

- ■ 任天堂（75作品/35作品[注 6]）
- ■ ソニー・インタラクティブエンタテインメント（11作品/4作品）
- ■ スクウェア・エニックス（11作品[注 7]）
- ■ ポケモン（11作品/8作品[注 6]）
- ■ アクティビジョン（7作品/7作品）
- ■ Rockstar Games（6作品/4作品）
- ■ マイクロソフト（6作品/2作品）
- ■ エレクトロニック・アーツ（5作品/4作品）
- ■ アイドス（4作品）
- ■ セガ（3作品/1作品）
- カプコン（4作品）
- コナミデジタルエンタテインメント（3作品）

#### 多数のミリオンセラー作品を持つゲームジャンル
3作品以上の売上が500万本を超える作品を持つゲームジャンルを挙げる。カッコ内は左が500万本以上の作品数、右が1000万本以上の作品数。
|    |    |    |    |    |   |   |
| 73 | 29 | 20 | 15 | 14 | 5 | 5 |

- ■ アクションゲーム（73作品/27作品[注 10]）
- ■ ロールプレイングゲーム（29作品/13作品[注 6][注 11]）
- ■ アドベンチャーゲーム（20作品/5作品[注 14]）
- ■ レースゲーム（15作品/8作品）
- ■ シューティングゲーム（14作品/10作品[注 15]）
- ■ スポーツゲーム（5作品/4作品）
- ■ パズルゲーム（5作品/2作品）

#### 多数のミリオンセラー作品を持つゲームシリーズ
3作品以上の売上が500万本を超える作品を持つゲームシリーズを挙げる。カッコ内は左が500万本以上の作品数、右が1000万本以上の作品数。
|    |    |   |   |   |   |   |   |   |   |
| 34 | 18 | 9 | 8 | 7 | 6 | 5 | 5 | 4 | 4 |

- ■ マリオシリーズ（34作品/18作品）
- ■ ポケットモンスターシリーズ（18作品/12作品[注 6]）
- ■ Touch! Generations（9作品/7作品[注 6]）
- ■ ファイナルファンタジーシリーズ（8作品）
- ■ コール オブ デューティシリーズ（7作品/7作品）
- ■ グランツーリスモシリーズ（6作品/4作品）
- ■ グランド・セフト・オートシリーズ（5作品/4作品）
- ■ ゼルダの伝説シリーズ（5作品）
- ■ 大乱闘スマッシュブラザーズシリーズ（4作品/1作品）
- ■ トゥームレイダーシリーズ（4作品）
- ドンキーコングシリーズ（4作品）
- HALOシリーズ（3作品/1作品）
- ソニックシリーズ（3作品/1作品）
- テトリスシリーズ（3作品/1作品）
- クラッシュ・バンディクーシリーズ（3作品）
- メタルギアシリーズ（3作品）

## 車
以下、各代の日本での販売台数が100万台を突破した車について述べる。
- フィット
- カローラ
- マーチ
- キューブ
- アルト
- ワゴンR
- ムーヴ
- フェアレディZ - 2代目 S130型